# Церцидифиллюм
Церцидифиллюм, или Багрянник (лат. Cercidiphyllum) — род деревянистых растений монотипного семейства Багрянниковые, или Церцидифилловые (Cercidiphyllaceae), входящего в порядок Камнеломкоцветные (Saxifragales).

## Ботаническое описание
Двудомные листопадные деревья. Листья гетерофилльные: на ауксибластах супротивные или почти супротивные, от широкояйцевидных до эллиптических и почти треугольных; на брахибластах очередные, от широкосердцевидных до почковидных; край городчато-тупозубчатый, жилкование пальчатопетлевидное.
Цветки без околоцветника, однополые и ветроопыляемые, в сильно редуцированных, уплотнённых кистях. Тычинок 8—13; нити длинные, тонкие, свисающие; пыльники длинные, красноватые; надсвязник короткий, конический. Гинецей из 1 плодолистика; столбик длинный, тонкий, розово-пурпурный; рыльце низбегающее. Плод — многосемянная стручковидная однолистовка, с крылатыми семенами.

## Распространение
Встречаются в Японии и Китае, а также на острове Кунашир.

## Хозяйственное значение и применение
Выращиваются в качестве декоративных растений. Древесина мягкая, легкая, с красивой текстурой: используется для изготовления мебели, отделки интерьеров и как строительный материал.

## Таксономия
Род Багрянник включает 2 ныне живущих и 2 вымерших вида:
- †Cercidiphyllum crenatum (Unger) R.W.Br.
- Cercidiphyllum japonicum Siebold & Zucc. ex J.J.Hoffm. & J.H.Schult.bis — Церцидифиллюм японскийtypus[1]
- Cercidiphyllum magnificum (Nakai) Nakai — Багрянник величественный
- †Cercidiphyllum obtritum (Dawson) J.A.Wolfe & Wehr

## Галерея

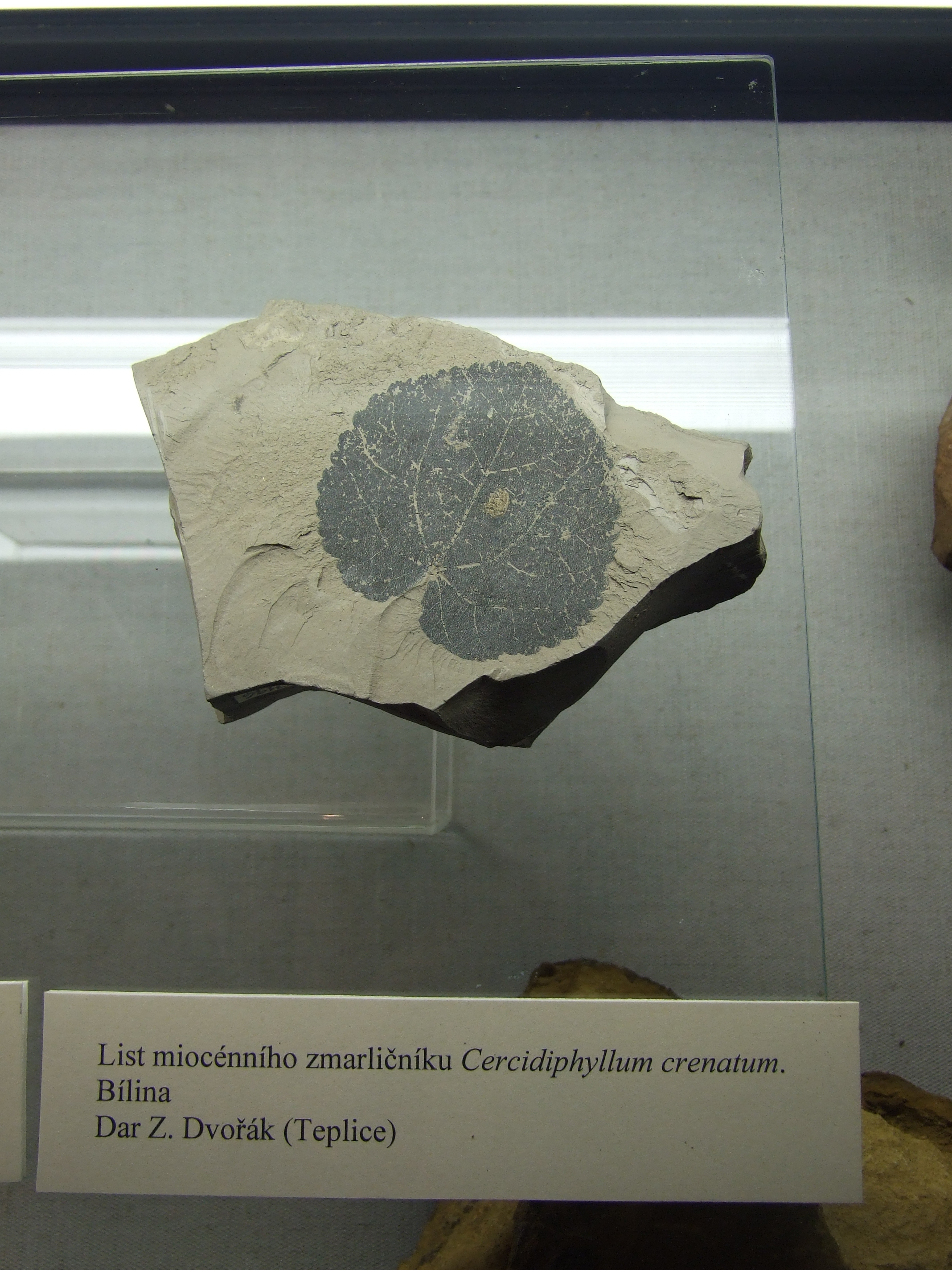
Cercidiphyllum crenatum
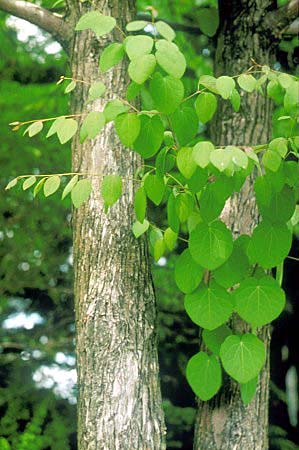
Багрянник японский
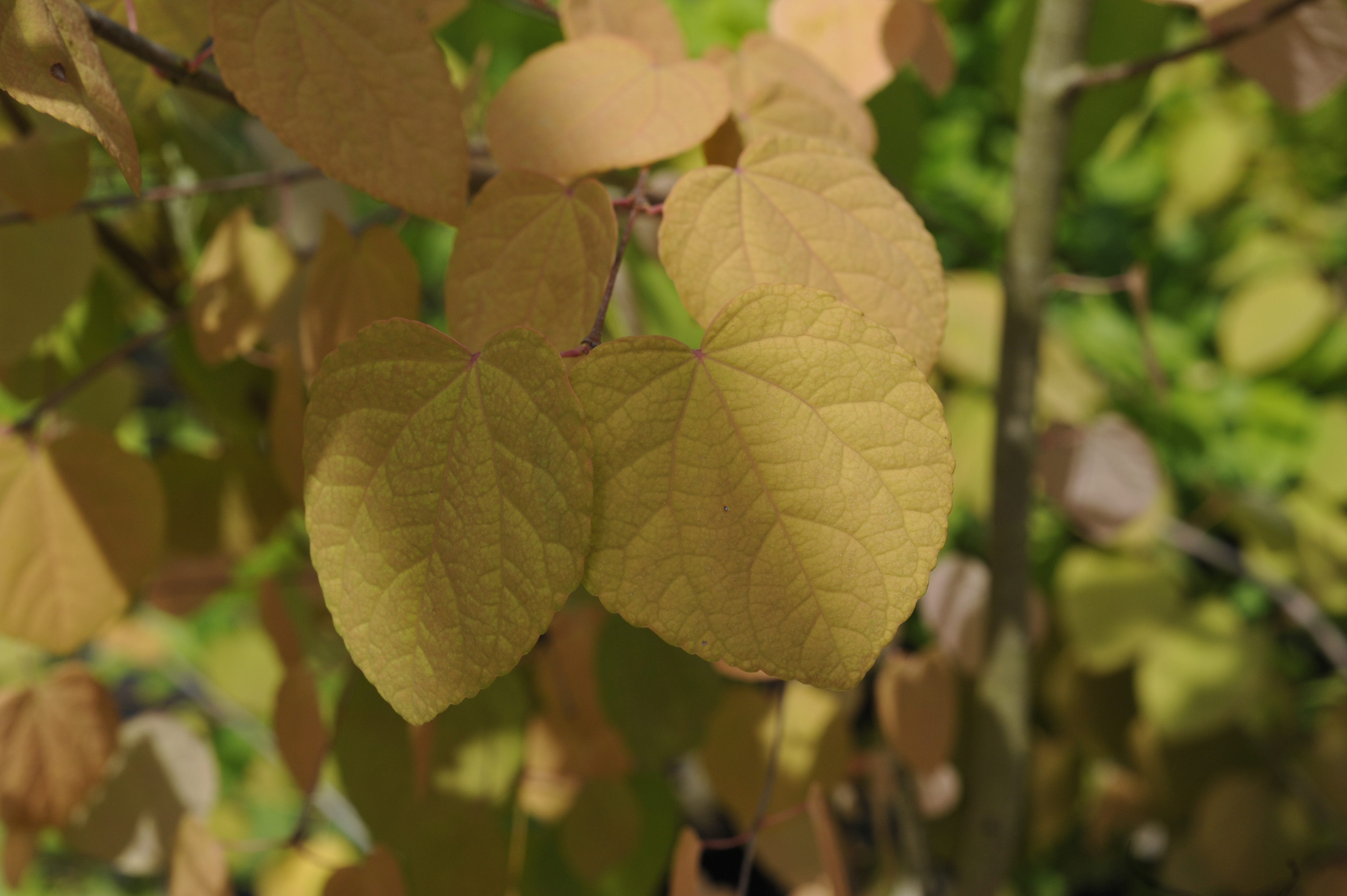
Багрянник величественный
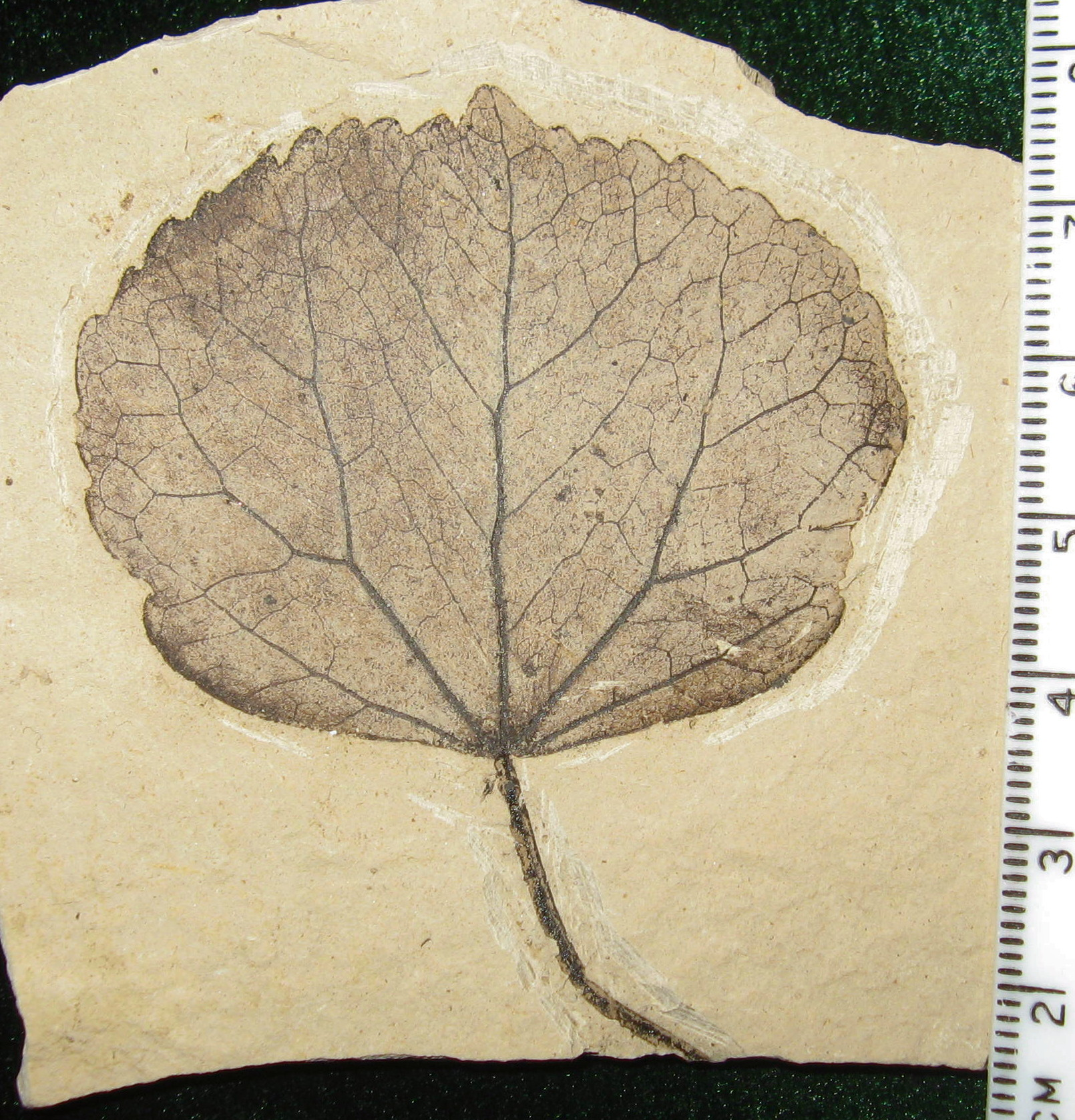
Cercidiphyllum obtritum